# Roaring Rails
Roaring Rails é um filme dos Estados Unidos de 1924, do gênero ação, dirigido por Tom Forman, com roteiro escrito por Hunt Stromberg.

## Elenco
- Harry Carey ... Big Bill Benson
- Frankie Darro ... Little Bill
- Edith Roberts ... Nora Burke
- Wallace MacDonald[3] ... Malcolm Gregory
- Frank Hagney ... Red Burley
- Duke R. Lee ... John McFarlane